# Ад Чосон
Ад Чосон — интернет-неологизм, который появился в Южной Корее в 2010-х годах. Термин представляет собой сочетание слов "헬" (ад) и "조선" (Чосон), что буквально переводится как "Ад Чосон". Это выражение описывает Южную Корею как общество, приближенное к аду, лишенное надежды. Оно также подразумевает, что в стране настолько плохие условия жизни, что её можно сравнить с адом. Первоначально термин использовался на интернет-форумах, таких как "디시인사이드" (DC Inside), затем распространился через социальные сети и даже был подхвачен средствами массовой информации.

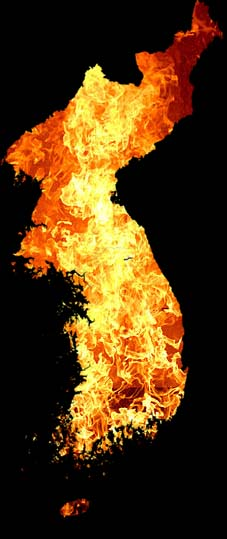
Изображение Корейского полуострова как ада. Современное молодое поколение самоуничижительно называет свою страну "Ад Чосон" или "Полуостров адского пламени".

## Происхождение и развитие термина
Впервые термин “Ад Чосон” появился в январе 2010 года на форуме "Историческая галерея" сайта "디시인사이드". Участники форума утверждали, что жизнь в обществе Республики Корея настолько близка к аду, что в ней нет никакой надежды. Затем термин начал распространяться по другим форумам, таким как "Акционерная галерея" (주식 갤러리), где он трансформировался в "헬조선". Этот термин стал использоваться для выражения недовольства по поводу различных проблем в стране: молодёжная безработица, неравенство в доходах, чрезмерное рабочее время, расслоение общества и другие недостатки.

## Влияние

### Социальный аспект
Молодежь, использующая термин "Ад Чосон", часто с самоиронией и сарказмом говорит о своем плачевном положении. Они упрекают себя за то, что "не родились с золотой ложкой во рту" и высмеивают реальность. Среди молодых людей в возрасте от 20 до 30 лет распространено мнение, что "надежды больше нет", и несмотря на возможную дискриминацию за границей, они готовятся к эмиграции. В то же время, некоторые выражают своё недовольство через такой сарказм, говоря: "Именно за это я люблю жить в Адском Чосоне" в неприятной, но типичной для южнокорейского общества бытовой ситуации.
Однако не все представители власти осведомлены о существовании этого термина. Так, вице-премьер по экономике Чхве Кён Хван на вопрос о том, слышал ли он когда-нибудь о понятии "Ад Чосон", ответил отрицательно. Лидер партии Сэнури заявил, что термин стал популярен из-за "искаженного и предвзятого восприятия истории".

### Реакция общества
Профессор менеджмента университета Кёнхи, Квон Ён Джун, отметил, что ни правительство, ни политические партии не могут успокоить гнев молодёжи, лишь усиливая недоверие. По его словам, если ситуация не изменится, количество антисоциальных настроений среди молодёжи будет быстро расти.
Молодёжные организации, такие как Союз студентов Кореи XXI века, выражают своё недовольство через различные акции. Одной из таких акций стало символическое "переворачивание Ада Чосон", где участники выражали свой протест. Молодёжь также делится своими социальными проблемами через комментарии на Facebook и сообщения в KakaoTalk, посвящают песни под названием "Хор недовольных".

### Культурное влияние
В 2015 году на киноэкранах появились южнокорейские фильмы, отражающие дух времени, называемый "Ад Чосон”. 3 сентября 2015 года на сайте "디시인사이드" была создана галерея "헬조선". После этого, 18 сентября 2015 года, компания Daumsoft, занимающаяся анализом больших данных, провела исследование блогов и Twitter, выявив резкое увеличение упоминаний термина "헬조선" в интернете. Более того, появились интернет-сообщества, посвященные этому явлению. Пользователи "디시인사이드" начали разрабатывать новую игру под названием "부루반도", в которой молодёжь выражала свои подавленные недовольства в игровой, сатирической форме.

## Критика
Существуют и критикующие мнения по поводу этого термина. Некоторые утверждают, что "Ад Чосон" обсуждается лишь "лишними людьми", которые ничего не делают , или что "популярность понятия Ад Чосон существует только в головах недовольных". Другие критикуют сам термин за то, что он, выражая недовольство социальным неравенством и несправедливостью, не ведет к какой-либо политической активности или изменениям.
Культурный критик Ли О Рён отметил, что "даже страны, куда хотят эмигрировать, не являются раем. Текущая проблема безработицы и поляризация общества - это глобальные явления, связанные с развитием информационных технологий. Вечно обвиняя других, можно остаться в аду навсегда".
Президент Пак Кын Хе в 2015 году подвергла критике популярность термина, а в своем выступлении на День освобождения в 2016 году заявила: "Новые слова, которые отрицают нашу великую современную историю и принижают нашу страну, вызывая зависть у всего мира, распространяются всё шире". Она также добавила, что "самоуничижение, пессимизм, недоверие и ненависть никогда не станут движущими силами перемен и прогресса. Нам нужно возродить дух вызова, предприимчивости и позитива, который был движущей силой развития Республики Корея". Однако некоторые считают, что правительству следует задуматься, почему появился термин "Ад Чосон", ведь он возник именно при администрации Пак Кын Хе.

## Произведения на тему

### Фильмы
- “Ветеран” (выпущен 5.08.2015)
- “Алиса в Эрнестленде” (выпущен 13.08.2015)
- “Инсайдеры” (выпущен 19.11.2015)
- “Это и есть страсть” (выпущен 25.11.2015)

### Игры
- "Аналог: История ненависти"
- "Возвращение N.EX.T. Часть 3: Республика Корея"